# Don R. Berlin
Donovan Reese Berlin (13 de junio de 1898-17 de mayo de 1982) fue un diseñador de aviones militares estadounidense y ejecutivo de la industria aeronáutica. Entre los muchos diseños con los que está asociado, se encuentran el Curtiss P-36 Hawk, el Curtiss P-40 Warhawk y el Fisher P-75 Eagle. Su nombre es "sinónimo del desarrollo de la aviación militar". Diseñó aeronaves que eran seguras, resistentes y "la alegría de un piloto".

## Primeros años
Berlin nació en Romona, Indiana y en sus años de formación, vivió en Brook, Indiana. Asistió a la Universidad de Purdue, donde se graduó en 1921 con una licenciatura en ingeniería mecánica.

## Carrera en la aviación

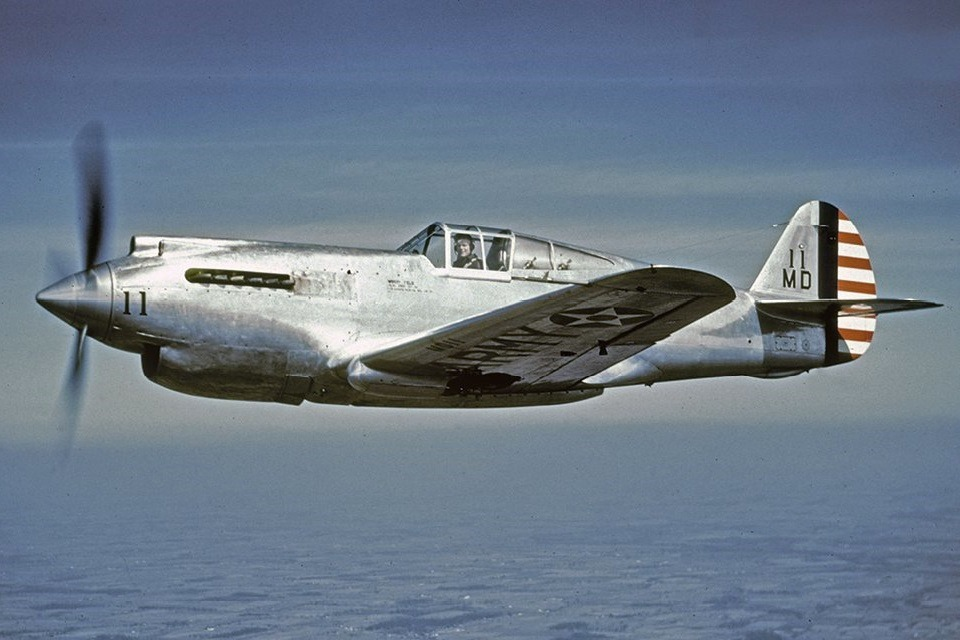
Un XP-40, 11 MD, que fue utilizado con fines de prueba por la División de Materiales del Cuerpo Aéreo del Ejército de los Estados Unidos.

Con su introducción a la aeronáutica, realizando pruebas tempranas de túnel de viento para el Cuerpo Aéreo del Ejército de los Estados Unidos en McCook Field, Dayton, Ohio, Estados Unidos, Berlin trabajó posteriormente para Douglas Aircraft Company a partir de 1926 como ingeniero de proyectos y dibujante jefe. En 1929, dejó Douglas para trabajar en Northrop Corporation, donde fue asignado al desarrollo de Northrop Alpha, Gamma y Delta. En una movida controvertida, Berlin fue despedido cuando él y su fundador Jack Northrop estaban en desacuerdo sobre el diseño del ala de un nuevo avión. Berlin fue contratado rápidamente en Curtiss-Wright en 1934, comenzando una larga carrera con la compañía.
El presidente de Curtiss-Wright, Ralph Damon, contrató a Berlin, impresionado con su experiencia trabajando en la construcción de metales en Northrop, un factor clave en su rápida promoción como ingeniero jefe. La primera tarea de Berlin fue como ingeniero de proyectos en el nuevo diseño de aviones de combate de la compañía, con la nomenclatura 'número de diseño 75'. Después de competir por primera vez y perder contra el Seversky P-35 en una competencia de cazas, Berlin perseveró y su diseño reconfigurado, inicialmente conocido como Y1P-36 y más tarde P-36 Hawk, ganó la competencia de cazas del Cuerpo Aéreo del Ejército de los Estados Unidos en 1937. En consecuencia, USAAC ordenó que 210 aviones P-36A sirvan como un caza de primera línea. En 1938 y 1939, el P-36 fue uno de los mejores luchadores de la época.

### Segunda Guerra Mundial
Con órdenes extranjeras, la producción de P-36 Hawk excedió 1000 aviones. El Hawk fue utilizado más extensamente por la Fuerza Aérea Francesa, tanto durante la Batalla de Francia como por Francia de Vichy; y fue utilizado contra las fuerzas francesas en la guerra franco-tailandesa (octubre de 1940-9 de mayo de 1941). También fue utilizado por la Mancomunidad de Naciones británica (donde se lo conocía como el "Mohawk") y por las unidades aéreas chinas. Varias decenas también lucharon en la Fuerza Aérea de Finlandia contra las Fuerzas Aéreas Soviéticas.
Berlin continuó desarrollando el P-36, combinándolo con un motor Allison V-12 refrigerado por agua más potente, moviendo la cabina hacia atrás, cambiando la ubicación de la cámara de aire y haciendo otras modificaciones. El diseño revisado se desarrolló en los modelos experimentales: XP-37/YP-37 y XP-42, antes de finalmente, el XP-40. El XP-40 ganó la competencia de cazas en 1939 en manos del Cuerpo Aéreo del Ejército de los Estados Unidos. Producido como el P-40 Warhawk, más de 13,000 fueron finalmente construidos, en una amplia serie de variantes P-40. De manera similar al éxito del anterior P-36, el P-40 fue adoptado por muchas armas aéreas extranjeras, incluida la Real Fuerza Aérea Británica, donde los primeros modelos eran conocidos como el "Tomahawk", y la serie posterior, "Kittyhawk". Ciento cuarenta y cinco pilotos se convirtieron en ases en los P-40.
Dos años de datos de investigación recopilados por Berlin en el desarrollo de su diseño avanzado de combate XP-46 incluyendo túnel de viento, enfriamiento y pruebas de rendimiento, fueron vendidos con su permiso a North American Aviation que utilizó los datos en el desarrollo de su caza P-51 Mustang.
Durante la Segunda Guerra Mundial, Berlin fue ingeniero jefe y jefe de diseño en Curtiss-Wright. Durante este período se iniciaron varios programas experimentales, incluido el revolucionario Curtiss-Wright XP-55 Ascender que nunca alcanzó el estado de producción, así como el Curtiss SO3C Seamew, un hidroavión que fue adoptado por la Armada de los Estados Unidos, pero tenía un historial operativo problemático. Aunque fue diseñado por George Page Jr, Berlin supervisó el diseño del Curtiss C-46 Commando, la incursión de la compañía en los mercados del transporte civil y militar. También supervisó el desarrollo del Curtiss SB2C Helldiver, diseñado por Raymond Blaylock, la última gran serie de aviones de producción de la compañía.
Frustrado por la falta de respaldo oficial para un nuevo desarrollo del P-40, Berlin abandonó Curtiss-Wright en diciembre de 1941 y, a pedido del gobierno federal, en 1942, se convirtió en Director de Desarrollo de Aeronaves de Fisher Body Division de General Motors Corporation en Detroit. Mientras en G.M., diseñó el Fisher P-75 Eagle fracasado, primero como un interceptor, más tarde caza de escolta, compuesto por componentes de una serie de aviones de producción. Aunque el concepto era intrigante, al fusionar los elementos de ingeniería y producción, una de las consideraciones principales fue que "la reputación de Berlin era tal que cualquier propuesta suya debía ser considerada seriamente". En 1945, Berlin fue nombrado director de ingeniería de la instalación de General Motors. en Indianápolis.

### Posguerra
Berlin dejó General Motors en 1947 para unirse a McDonnell Aircraft Company en San Luis, Estados Unidos, como vicepresidente ejecutivo, dirigiendo el diseño de varios aviones de combate McDonnell y los motores estatorreactores para rotores de helicópteros. Durante su mandato, supervisó una serie de proyectos importantes, incluido el McDonnell F3H Demon para la Armada de los Estados Unidos, junto con el caza XF-85 Goblin "parásito" y el caza XF-88 Voodoo para las Fuerzas Aéreas de los Estados Unidos.

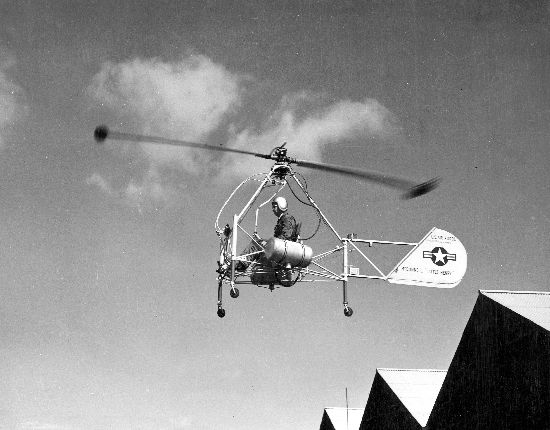
El McDonnell XH-20 Little Henry fue un helicóptero ligero experimental estadounidense de los años 40 diseñado y fabricado por McDonnell Aircraft, un diseño que Berlin había defendido.

En 1953, Berlin fue nombrado presidente y director de Piasecki Helicopter en Morton, Pensilvania. Su tiempo en la compañía fue polémico, ya que eliminó al fundador y presidente del consejo Frank Piasecki durante un período que finalizó en mayo de 1956 que algunos llamaron el "Berlin Hairlift". La toma de control de Berlin implicó "limpiar la casa" en lo que los observadores de la industria caracterizaron como una "disputa familiar". Berlin tenía el respaldo de los propietarios mayoritarios de Piasecki, incluido Laurence Rockefeller, que sentía que Frank Piasecki carecía de perspicacia para los negocios. Piasecki Helicopter pasó a llamarse Vertol Helicopter a principios de 1956.
Durante su tiempo en Vertol, la participación de Berlin en la ingeniería llevó al rescate de un programa de forcejeo, el Piasecki H-21, que al final permitió que la compañía prosperara. Su apoyo continuo a nuevos diseños de helicópteros para mercados comerciales y militares se validó cuando el Vertol Model 107 ganó una competencia de diseño del ejército estadounidense en septiembre de 1958. El Model 107, más tarde llamado Boeing CH-47 Chinook, se convirtió en el helicóptero de transporte de asalto medio estándar del ejército. A fines de la década de 1950, Vertol era el mayor fabricante independiente de helicópteros en los Estados Unidos. Berlin fue nombrado vicepresidente y gerente general de Boeing-Vertol cuando se convirtió en una división de Boeing Company en 1960.
Berlin regresó a Curtiss-Wright en 1963 como vicepresidente del personal corporativo en Wood-Ridge, Nueva Jersey, antes de unirse a W. Pat Crow Forgings como vicepresidente y gerente general en Fort Worth, Texas. Terminó su carrera en aviación en E. F. Felt Company, una compañía de fabricación de componentes de aviación en San Leandro, California, poco antes de su retiro a su casa en Glen Mills, Pensilvania. Después de una larga enfermedad, Berlin murió en 1982, a los 83 años.

## Premios y honores
Berlin fue galardonado con un doctorado honorario por la Universidad de Purdue en 1953. En 1956, fue galardonado con el premio "Capitán William J. Kossler", otorgado por el mayor logro en la aplicación práctica u operación de un avión de vuelo vertical. El 17 de mayo de 2013, Berlin fue incluido en el Salón de la fama de Niagara Frontier Aviation & Space. La Fundación Claire Chennault de los Tigres Voladores (Flying Tigers) hizo de Berlin un miembro honorario, reconociendo su contribución al diseño y al excelente rendimiento del P-40, su avión principal.